# Ulota rufescens
Ulota rufescens là một loài rêu trong họ Orthotrichaceae. Loài này được (Hampe) A. Jaeger mô tả khoa học đầu tiên năm 1874.